# Gerry Marsden
Gerard Marsden MBE (24 de setembro de 1942 – 3 de janeiro de 2021) foi um cantor e compositor inglês, músico e personalidade da televisão, mais conhecido por ser o líder da banda Merseybeat Gerry and the Pacemakers. Ele era o irmão mais novo do outro membro da banda Freddie Marsden.
Gerry e os Pacemakers foram o segundo grupo de Liverpool mais bem-sucedido, depois dos Beatles, a ter sucessos nas paradas pop dos Estados Unidos. Seu filme musical de 1965 Ferry Cross the Mersey foi co-escrito por Tony Warren.

## Início da vida
Marsden nasceu em 8 Menzies Street, Toxteth, Liverpool, filho de Frederick Marsden e Mary McAlindin. Seu interesse pela música começou desde muito jovem. Ele se lembrava de estar no topo de um abrigo antiaéreo cantando "Ragtime Cowboy Joe" e recebendo uma ótima recepção dos curiosos.

## Carreira
Gerry e os Pacemakers foram formados em 1959; eles foram o segundo grupo assinado por Brian Epstein, o primeiro sendo os Beatles, e permaneceram entre seus artistas favoritos. Seu primeiro single foi "How Do You Do It?" de 1963, recomendado por George Martin depois de ter sido inicialmente dado aos Beatles. Este foi o primeiro hit número um dos Pacemakers. Foi gravado no Abbey Road Studios e lançado pelo selo Columbia da EMI.
O segundo número um do grupo foi "I Like It", seguido por "You Never Walk Alone", ambos lançados no final de 1963. Outros singles incluem "It's Gonna Be Alright", "I'm the One", "Don't Let the Sun Catch You Crying" e "Ferry Cross the Mersey", todos lançados em 1964. Um filme musical Ferry Cross the Mersey, considerado sua versão de A Hard Day's Night dos Beatles, foi co-escrito pelo criador e escritor de Coronation Street Tony Warren, e foi lançado em 1965.
Os Pacemakers se separaram em outubro de 1966. Depois de deixar o grupo, Marsden manteve uma carreira discreta na televisão, e estrelou o musical do West End Charlie Girl ao lado de Derek Nimmo e Anna Neagle.

## Vida pessoal e morte
Marsden tinha um irmão mais velho, Freddie, que co-fundou e tocou bateria em Gerry and the Pacemakers e morreu em 2006.
Em 1965, Marsden se casou com Pauline Behan, e eles tiveram duas filhas, Yvette e Victoria.
Em setembro de 2003, Marsden passou por uma cirurgia cardíaca de revascularização tripla no Broad Green Hospital, em Liverpool. Ele fez uma segunda operação cardíaca em 2016 e anunciou sua aposentadoria em novembro de 2018.
Marsden morreu em 3 de janeiro de 2021 no Hospital Arrowe Park em Merseyside, após ser diagnosticado com uma infecção no sangue no coração. Ele tinha 78 anos.

## Prêmios e honrarias
Em 2003, por seu suporte às vítimas do desastre de Hillsborough, Marsden foi eleito Membro da Ordem do Império Britânico (MBE).
Em 2009, recebeu o título de cidadão honorário de Liverpool.
Em 2010, Marsden tornou-se membro honorário da Liverpool John Moores University.

## Discografia solo

### Singles
- Please Let Them Be / I'm Not Blue (CBS, Março 1967)[15]
- Gilbert Green / What Makes Me Love You (CBS, Agosto 1967)[15]
- Liverpool / Charlie Girl (released as Gerry Marsden & Derek Nimmo, CBS, Abril 1968)[15]
- In The Year of April / Every Day (NEMS, Novembro 1968)[15]
- Every Little Minute / In Days of Old (NEMS, Maio 1969)[15]
- I've Got My Ukulele / What a Day (Decca, Maio 1971)[15]
- Amo Credo / Come Break Bread (Phoenix UK, Abril 1972)[15]
- They Don't Make Days Like That Any More / Can't You Hear the Song? (DJM, Agosto 1974)[15]
- Your Song / Days I Spent With You (DJM, Abril 1975)[15]
- My Home Town / Lovely Lady (DJM, Setembro 1976)[15]
- You'll Never Walk Alone /	Messages (with the Crowd, (Spartan Records, 1985)[5]
- Ferry Cross the Mersey / Abide with Me (with Paul McCartney, The Christians, Holly Johnson e Stock Aitken Waterman, PWE, 1989)[16]
- Red, White And Blue / Red, White And Blue (Backing Track) (Gerry Marsden e The England Supporters Club, Westmoor Music, 1990)[15]
- As Time Stood Still (The Sun: Gulf Aid, GULF, 1991)[15]
- He Ain't Heavy, He's My Brother (as part of The Justice Collective, Metropolis, 2012)[17]

### Álbuns
- A Tribute to Lennon & McCartney (Dominion, 1995)[18]
- One 2 One (Pulse Records, 1999)[19]
- Much Missed Man: Tribute to John Lennon (Ozit, 2001)[18]